# Adesmia dilatata getula
Adesmia dilatata getula es una subespecie de escarabajo del género Adesmia, familia Tenebrionidae, orden Coleoptera. Fue descrita científicamente por Peyerimhoff en 1935.

## Descripción
Mide 9 milímetros de longitud.

## Distribución
Se distribuye por Túnez.